# Viva Hate
Viva Hate ist das am 14. März 1988 veröffentlichte erste Soloalbum des ehemaligen The-Smiths-Sängers Morrissey.

## Entstehungsgeschichte
Nach dem Ende der Smiths begann Morrissey an seinem ersten Soloalbum zu arbeiten, das ihn als Solokünstler etablieren sollte. Zusammen mit Produzent Stephen Street, der bereits an mehreren Smiths-Alben mitarbeitete, und Vini Reilly (Gitarre) schrieb Morrissey die 12 Titel des Albums, das im Winter 1987/88 in den Wool Hall Studios aufgenommen wurde. Stephen Street übernahm neben der Produktion auch die Bass-Gitarre und wurde von den Produzenten Steve Lillywhite und Alan Winstanley unterstützt. Das Schlagzeug übernahm Andrew Paresi, der auch an den beiden Nachfolgealben Bona Drag (1989) und Kill Uncle (1991) mitwirkte.
Ursprünglich sollte das Album Education in Reverse heißen und einige Tonträger wurden in Australien und Neuseeland unter diesem Titel verkauft.

## Musikstil
Kurz nach dem Ende der Smiths musste Morrissey sich als Solokünstler ohne seinen früheren Bandkollegen Johnny Marr behaupten, der kurz vorher für die Auflösung der Band gesorgt hatte. Morrissey verzichtete bei dem Album auf Experimente und lieferte ein Album ab, das Strangeways, Here We Come, dem letzten Smiths-Album, nicht unähnlich ist und den typischen Gitarrenpop der Smiths weiterführte. Als Neuerung wurden Synthesizer-Sounds eingeführt, etwas, wogegen sich seine frühere Band jahrelang gesträubt hatte.

## Erfolg
Das Album erschien sechs Monate nach dem letzten Smiths-Album Strangeways, Here We Come und erreichte Platz 1 der britischen Charts. Bereits durch die Vorbestellungen erreichte das Album Goldstatus im Vereinigten Königreich. In den US-Billboard-Charts erreichte das Album Platz 48 und wurde am 16. November 1993 mit einer Goldenen Schallplatte ausgezeichnet. In Deutschland erreichte das Album Platz 33 der offiziellen Charts.

## Titelliste
1. Alsatian Cousin – 3:13
2. Little Man, What Now? – 1:48
3. Everyday Is Like Sunday – 3:32
4. Bengali in Platforms – 3:55
5. Angel, Angel Down We Go Together – 1:40
6. Late Night, Maudlin Street – 7:40
7. Suedehead – 3:56
8. Break Up the Family – 3:55
9. The Ordinary Boys – 3:10
10. I Don’t Mind If You Forget Me – 3:17
11. Dial-a-Cliché – 2:28
12. Margaret on the Guillotine – 3:42

Die amerikanische Version enthielt außerdem das Lied Hairdresser on Fire, das in Großbritannien als B-Seite der Single Suedehead veröffentlicht wurde.

## Special Edition
1997 veröffentlichte EMI zu seinem 100-jährigen Bestehen 100 „Klassiker“ neu, darunter Viva Hate. Neben einem veränderten Cover enthält diese Sonderausgabe zusätzlich zu den 12 Songs der Originalversion folgende Bonus-Tracks, die nicht im Zusammenhang mit dem Original-Album stehen:
- Let the Right One Slip In (B-Seite von „Tomorrow“, 1992)
- Pashernate Love (B-Seite von „You’re the One for Me, Fatty“, 1992)
- At Amber (B-Seite von „Piccadilly Palare“, 1990)
- Disappointed (Live) (B-Seite von „Pregnant for the Last Time“, 1991)
- Girl Least Likely To(B-Seite von „November Spawned a Monster“, 1990)
- I’d Love To (B-Seite von „The More You Ignore Me, the Closer I Get“, 1994)
- Michael’s Bones (B-Seite von „The Last of the Famous International Playboys“, 1988)
- I’ve Changed My Plea to Guilty (B-Seite von „My Love Life“, 1991)

## Singleauskopplungen

### Suedehead
Die erste Single erschien bereits im Februar 1988 mit den B-Seiten I Know Very Well How I Got My Name und Hairdresser on Fire. Die Suedeheads waren eine Abspaltung der britischen Skinhead-Szene, die gegen 1969 auftauchten. Der Text selbst hat aber nichts mit der Subkultur zu tun. Die Single erreichte Platz 5 der britischen und Platz 29 der deutschen Singlecharts. Ein Streit zwischen Ryan Adams und David Rawlings über die Herkunft des Liedes dient als Intro für Adams’ Album Heartbreaker.

### Everyday Is Like Sunday
Die zweite Single Everyday Is Like Sunday erschien am 31. Mai 1988 in Großbritannien mit den B-Seiten Disappointed und Will Never Marry. Der Text handelt vom Leben in einer heruntergekommenen englischen Kleinstadt, in der so wenig passiert, dass sich alle Tage wie Sonntag anfühlen: „Dies ist die Küstenstadt, die sie dichtzumachen vergessen haben. Komm doch, Armageddon, komm! Jeder Tag ist wie Sonntag, jeder Tag ist stumm und grau.“ Die Single erreichte Platz 9 der UK-Charts. Es existieren zahlreiche Coverversionen, unter anderem von The Pretenders als Soundtrack für Kaffee, Milch und Zucker. Der Refrain diente außerdem der National Football League 2008 als Werbe-Jingle.

## Weitere Songinfos
- Der Titel Little Man, What Now? ist eine Referenz an den Roman Kleiner Mann – was nun? von Hans Fallada. Das Lied handelt von einem Kinderstar, der langsam untergeht.
- Bengali in Plattforms handelt über einen bengalischen Jungen, der im Vereinigten Königreich sein Glück versucht, aber scheitert, wurde oft als Beweis für Morrisseys angeblichen Rassismus angeführt, da die Textzeile „Bengali, Bengali/Oh, shelve your Western plans/And understand/That life is hard enough when you belong here.“ rassistisch interpretiert werden kann. Als Gegenthese wurde angeführt, dass Morrissey, selbst Sohn eines irischen Migranten, nur seine eigene Fremdheit verarbeiten wolle.[9]
- Der Titel Late Night, Maudlin Street ist eine Anspielung auf den Roman Late Night on Watling Street von Bill Naughton und die Schule in Ist ja irre – Lauter liebenswerte Lehrer („Maudlin Street Secondary“).